# 조원동 (공무원)
조원동(趙源東, 1956년 12월 4일 ~ )은 대한민국의 전 공무원이다.
1979년 제23회 행정고시 합격 이후 경제 기획원 사무관으로 공직 생활을 시작하여 2010년까지 경제 부처 공무원으로 근무했다. 재정경제부 서기관이던 1999년 30여 명의 선배들을 제치고 국장급인 정책조정심의관에 기용되는 등 관료 생활 동안 승승장구했다.
박근혜 정부 제1대 경제수석비서관이다.

## 범죄전력
- 도로교통법위반(음주측정거부), 범인도피교사: 징역 6월, 집행유예 1년 - 2016년 4월 6일 서울중앙지방법원 선고[4]

### CJ 부회장 퇴진 강요 미수
2013년 3월 경부터 2014년 6월 경까지 조원동은 대통령의 직무를 보좌하는 차관급 정무직 공무원인 대통령비서실 C비서관으로 근무하였다.
2013년 7월 4일 조원동은 서울특별시 종로구에 있는 청와대 본관에서 이루어진 경제부총리의 청와대 정례 보고 직후 대통령과 단 둘이 있는 자리에서 대통령으로부터 'CJ그룹이 걱정된다. 손경식 회장이 P 회장직에서 물러나고, 이미경 부회장은 CJ그룹의 경영에서 물러났으면 좋겠다'라는 취지의 지시를 받았다.
조원동은 위와 같은 지시에 따라 CJ그룹 회장 H이 2013년 7월 1일 1,600억 원대의 탈세·횡령·배임 등의 혐의로 구속되어 CJ그룹이 비상경영 체제에 놓이게 된 것을 기화로 C으로서의 자신의 영향력을 이용하여 CJ그룹 내 엔터테인먼트 사업 분야를 총괄하던 피해자 이미경을 경영 일선에서 물러나게 하기로 마음먹었다.
2013년 7월 초순경 서울특별시 중구 Y에 있는 Z호텔 5층 비즈니스센터 미팅룸에서, H의 구속 이후 CJ그룹 회장으로서의 역할을 담당하던 피해자 손경식에게 "VIP의 뜻입니다. 이미경 부회장으로 하여금 경영에서 손을 떼게 하십시오"라는 취지로 요구하고, 2013년 7월 하순경에 계속하여 손경식과 전화 통화를 하면서 손경식에게 "(사퇴하지 않으면) 더 큰일이 벌어집니다", "조금 늦었을지도 모릅니다. 그래서 빨리 좀 하시는 게 좋겠다", "수사까지 안 갔으면 좋겠다는 그런", "그래서 저는 사실 기다리고 있었거든요", "CJ그룹이 건강한 기업으로 계속 남았으면 좋겠다는 뜻입니다, 어떤 정치색이 없고 그렇게 갔으면 좋겠다는 의견입니다", "VIP 말씀을 전하는 겁니다, VIP 뜻이 확실합니다. 직접 들었습니다", "회장님 너무 늦으면 진짜 저희가 난리 납니다. 지금도 이미 늦었을지도 모릅니다. 아무튼 뭐 거기까지는 제가 말씀 못 드리겠습니다"라고 말하고, 손경식으로부터 청와대 내부의 합의가 있었는지 질문을 받자 화를 내며 "컨센서스가 무슨 컨센서스입니까, 그냥 쉬라는데요, 그 이상 뭐가, 뭐가, 뭐가 더 필요하십니까? 제가 확실하게 전달을 해드렸습니다"라고 격앙된 어조로 말하며, 피해자들이 위와 같은 사퇴 요구에 불응할 경우 H의 구속에 이어 재차 CJ그룹이나 피해자 이미경에 대하여 검찰 추가수사 또는 세무·공정거래 조사가 이루어지거나 인·허가의 어려움 등 기업 활동 전반에 걸쳐 직·간접적인 불이익을 당할 위험이 있다는 위구심을 일으키게 하는 방법으로 해악을 고지하였다.
조원동은 대통령과 공모하여, 위와 같이 피해자들을 협박하여 이에 두려움을 느낀 피해자들로 하여금 피해자 이미경이 CJ그룹 부회장직에서 사퇴하고 경영 일선에서 물러나도록 하는 등 의무 없는 일을 하게 하려 하였으나, 피해자들이 이에 응하지 아니함으로써 미수에 그쳤다.
2018년 4월 6일 서울중앙지방법원은 강요미수 죄로 조원동에게 징역 1년, 징역형의 집행유예 2년을 선고하였다.
2018년 10월 25일 대법원 2부(주심 노정희 대법관)는 강요미수 혐의로 기소된 조원동에게 징역 1년에 집행유예 2년을 선고한 원심을 확정했다. 조원동은 2013년 7월 손경식 CJ그룹 회장에게 "VIP(대통령)의 뜻"이라며 이미경 CJ그룹 부회장의 퇴진을 강요했다 미수에 그쳤다.
2022년 12월 27일, 2022년 12월 28일자로 특별복권되었다.

## 학력
- 경기고등학교 졸
- 서울대학교 경제학과 경제학 학사
- 옥스퍼드대학교 대학원 경제학 석사
- 옥스퍼드대학교 대학원 정책학 박사

## 경력
- 제23회 행정고시 합격
- 경제기획원 투자심사국 사무관
- 경제기획원 대외경제국 대외경제총괄과
- 대통령비서실 경제수석실 선임행정관
- 재정경제부 경제정책국 정책조정심의관
- 국제통화기금 이사, 선임자문관
- 재정경제부 경제정책국 국장
- 재정경제부 차관보
- 제17대 대통령직 인수위원회 기획조정분과위 전문위원
- 국무총리실 국정운영실 실장
- 국무총리실 사무차장 (차관급)
- KDI 국제정책대학원 초빙교수
- 제10대 한국조세연구원 원장
- 청와대 경제수석 비서관
- 중앙대학교 석좌교수
- 세계프로젝트경영협회 한국협회 회장
- ㈜카본코리아 고문
- 규제개혁위원회 민간위원
  - 규제개혁위원회 경제1분과 위원장
- 국무총리 규제혁신추진단 자문단 총괄·경제 담당